# 島根県道253号宍道湖公園線
島根県道253号宍道湖公園線（しまねけんどう253ごう しんじここうえんせん）は、島根県松江市を通る一般県道である。

## 概要
松江市灘町から松江市朝日町に至る。
本路線は1995年（平成7年）4月4日島根県告示第342号で廃止された島根県道262号天神町朝日町線を宍道湖岸まで延長した路線で、同日の島根県告示第341号で認定された路線である。
JR西日本山陰本線 松江駅と宍道湖畔を結ぶ路線でもあり、現在拡幅工事が進められている。

### 路線データ
- 起点：松江市灘町（宍道湖大橋南詰交差点、島根県道37号松江鹿島美保関線交点）
- 終点：松江市朝日町（朝日町交差点、島根県道21号松江島根線交点、島根県道22号松江停車場線終点）

## 歴史
- 1995年（平成7年）4月4日 - 島根県告示341号により認定される。

## 路線状況

### 愛称
- 駅通り[1]

## 地理

### 通過する自治体
- 松江市

### 交差する道路
| 交差する道路                                    | 交差する場所 | 交差する場所                |
| ----------------------------------------------- | ------------ | --------------------------- |
| 島根県道37号松江鹿島美保関線                    | 灘町         | 宍道湖大橋南詰交差点 / 起点 |
| 島根県道261号母衣町雑賀町線                     | 天神町       | 天神町交差点                |
| 島根県道21号松江島根線 島根県道22号松江停車場線 | 朝日町       | 朝日町交差点 / 終点         |

### 沿線
- 宍道湖
- NHK松江放送局
- ボートピア松江（場外舟券売り場）